# Закон толерантності Шелфорда

Правило Шелфорда — закон толерантності, один з основних принципів екології, згідно з яким присутність або процвітання популяції будь-яких організмів у даному місцезнаходженні залежить від комплексу екологічних факторів, до кожного з яких в організмі існує певний діапазон толерантності (витривалості). Діапазон толерантності по кожному фактору обмежений його мінімальним і максимальним значеннями, в межах яких тільки і може існувати організм («екологічний стандарт» виду). Міра процвітання популяції (або виду) в залежності від інтенсивності чинника, що діє на неї, зображують у вигляді так званої кривої толерантності, яка зазвичай має дзвоноподібну форму з максимумом, який відповідає оптимальному значенню даного чинника.
Ф. Рутнер екстраполював закон Шелфорда на фізіологічні функції організму, такі як інтенсивність росту та розмноження. Для ілюстрації залежності біологічної активності організму від дози чинника Ф. Рутнер вперше запропонував параболічну криву, гілки якої йдуть стрімко вниз i торкаються осі абсцис, що не суперечить визнаним математичним правилам. При цьому слід зауважити, що якщо крива нормального розподілу відноситься до умовних функцій, то парабола — до функцій, які описують справжні функціональні залежності.
Правило висунув 1913 року Шелфорд внаслідок експериментів з впливу на комах фізичними агентами різної інтенсивності. Разом із законом Лібіха об'єднується в принцип лімітуючих факторів. Лімітуючим може бути будь-який екологічний фактор (наприклад, кількість місць, придатних для будівництва гнізда), але найважливішими найчастіше виявляються температура, вода, їжа (для рослин — наявність біогенних елементів у ґрунті). Запропоновано низку положень, які доповнюють закон: діапазони толерантності до окремих факторів та їх комбінацій різні; організми з широкими діапазонами толерантності (еврибіонти) широко розповсюджені; якщо рівень одного з факторів виходить за межі толерантності, звужується діапазон витривалості до інших факторів, і т. д.
Закон толерантності був доповнений у 1975 р. Ю. Одумом:
- Організми можуть мати широкий діапазон толерантності щодо одного фактора і вузький діапазон щодо іншого.
- Організми з широким діапазоном толерантності щодо всіх екологічних факторів зазвичай найбільш поширені.
- Якщо умови по одному екологічному фактору не оптимальні для виду, то діапазон толерантності може звузитися й щодо інших екологічних факторів (наприклад, якщо вміст азоту в ґрунті низький, потрібно більше води для злаків).
- Діапазони толерантності до окремих факторів та їх комбінацій різні.
- Період розмноження є критичним для всіх організмів, тому саме в цей період збільшується число лімітуючих факторів.